# François Christophe Edmond Kellermann
François Christophe Edmond Kellermann, duc de Valmy (* 16. April 1802 in Paris; † 2. Oktober 1868 in Passy) war ein französischer Staatsmann und Diplomat.

## Leben
François Christophe Edmond Kellermann, dritter und letzter Herzog von Valmy, Sohn des Generals Kellermann und Enkel des Marschalls Kellermann, schlug während der Restauration die diplomatische Laufbahn ein.
Den Bourbonen stets sehr ergeben, trat er 1833 aus dem Staatsdienst aus und galt seitdem als eine Hauptstütze der legitimistischen Partei sowohl in der Presse als auch in der Kammer, in die er 1842 vom Département Haute-Garonne gewählt wurde. 1848 zog er sich ganz vom politischen Leben zurück.

## Werke
- De la force du droit et du droit de la force. 1850.
- Histoire de la campagne de 1800. 1854 (nach Papieren seines Vaters).
- Le génie des peuples dans les arts. 1867.
- einige politische Broschüren